# Козлов, Владимир Александрович (демограф)
Козлов, Владимир Александрович (род. 10 февраля 1986 года, г. Электросталь) — российский ученый-демограф. Занимается исследованиями в области миграциологии, экономической демографии, эпидемиологии, прикладной институциональной экономики, экономики здравоохранения и социального обеспечения. Опубликовано более пятидесяти его научных работ. Принимает участие в разработке демографических прогнозов для России, составлении ежегодных демографических докладов «Население России» (за 2010—2011, 2013, 2014, 2015 годы). Работал в Институте демографии НИУ ВШЭ.
В 2011 году защитил кандидатскую диссертацию по экономике на тему «Семейная политика в Российской Федерации: уровни ответственности, реализации и финансирования» в МГУ им. Ломоносова. Один из создателей магистерской программы «Население и развитие» по специальности Государственное и муниципальное управление в Высшей школе экономике, являлся академическим руководителем этой программы.

## Избранные статьи
- Kozlov V., Rosenberg D. Institutional Deficit and Health Outcomes in Post-Communist States // Economic Systems. 2018. Vol. 42. No. 1. P. 119—131.
- Rosenberg D., Kozlov V., Libman A. Political Regimes, Income and Health: Evidence from Sub-National Comparative Method // Social Science Research. 2018. Vol. 72. No. May. P. 20—37.
- Libman A., Kozlov V.  The legacy of compliant activism in autocracies: post-Communist experience // Contemporary Politics . 2017. Vol. 23. No. 2. P. 195—213.
- Schultz A., Kozlov V., Libman A. Judicial alignment and criminal justice: evidence from Russian courts // Post-Soviet Affairs, 2014. Т .30. No. 2—3. C.137—170.
- Libman A., Kozlov V., Schultz A. Roving Bandits in Action: Outside Option and Governmental Predation in Autocracies // Kyklos, 2012. Vol. 65. No. 4. C. 526—562.